# Laahtanen
Laahtanen eller Laahtasenjärvi är en sjö i Finland. Den ligger i kommunen Ristijärvi i landskapet Kajanaland, i den centrala delen av landet, 500 km norr om huvudstaden Helsingfors. Laahtanen ligger 166,9 meter över havet. Den är 19 meter djup. Arean är 54,4 hektar och strandlinjen är 8,88 kilometer lång. Sjön  ingår i Uleälvens huvudavrinningsområde. 